# Humphrey Marshall
Humphrey Marshall (Orlean, 1760. június 7. – Frankfort, 1841. július 3.) az Amerikai Egyesült Államok szenátora (Kentucky, 1795–1801).